# خسوس گالدیانو
خسوس گالدیانو (اسپانیایی: Jesús Galdeano‎; ۶ ژانویهٔ ۱۹۳۲ – ۶ مهٔ ۲۰۱۷) دوچرخه‌سوار اهل اسپانیا بود. وی در مسابقات تور دو فرانس و جیرو دیتالیا شرکت کرده است.